# Longchamp-sur-Aujon
Longchamp-sur-Aujon ist eine französische Gemeinde mit 366 Einwohnern (Stand: 1. Januar 2022) im Département Aube in der Region Grand Est. Der Ort gehört zum Arrondissement Bar-sur-Aube und zum Kanton Bar-sur-Aube. Zudem ist die Gemeinde Teil des 1994 gegründeten Gemeindeverbands Région de Bar-sur-Aube. Die Einwohner werden Longchampois(es) genannt.

## Geographie
Longchamp-sur-Aujon ist die östlichste Gemeinde des Départements Aube. Sie liegt am Fluss Aujon rund 59 Kilometer südsüdöstlich von Troyes und 13 Kilometer südöstlich der Kleinstadt Bar-sur-Aube im Osten des Départements Aube an der Grenze zum Département Haute-Marne. Die Gemeinde besteht aus dem Dorf Longchamp-sur-Aujon und den Weilern La Forge du Haut und Outre-Aube und ist weitflächig von Wald bedeckt. Der Fluss Aube bildet teilweise die westliche Gemeindegrenze. Bei Le Four à Chaux mündet der Aujon in ihn ein.
Nachbargemeinden sind Bayel im Norden, Rennepont (im Département Haute-Marne) im Nordosten, Maranville (ebenfalls im Département Haute-Marne) im Südosten,  Juvancourt im Südwesten sowie Ville-sous-la-Ferté im Westen. 

## Geschichte
Bis zur Französischen Revolution lag Longchamp-sur-Aujon innerhalb der Provinz Champagne. Die Gemeinde gehörte von 1793 bis 1801 zum Distrikt Bar-sur-Aube. Seit 1801 ist sie Teil des Arrondissements Bar-sur-Aube. Von 1793 bis 1801 war der Ort Sitz des Kantons Longchamp-sur-Aujon. Seit 1801 liegt die Gemeinde innerhalb des Kantons Bar-sur-Aube. 

## Bevölkerungsentwicklung
| Jahr                       | 1962 | 1968 | 1975 | 1982 | 1990 | 1999 | 2006 | 2018 |
| Einwohner                  | 667  | 683  | 675  | 599  | 522  | 450  | 417  | 405  |
| Quellen: Cassini und INSEE |      |      |      |      |      |      |      |      |

## Sehenswürdigkeiten
- Grangie Saint-Bernard in Outre-Aube, erbaut von Zisterzienser-Mönchen, seit 1998 ein Monument historique[1]
- Dorfkirche Saint-Laurent aus dem 17. Jahrhundert[2]
- ehemaliges Sägewerk/ehemalige Mühle[3]
- Schloss Château de La Forge du Haut
- Lavoir (Waschhaus) der Gemeinde
- Denkmal für die Gefallenen[4]

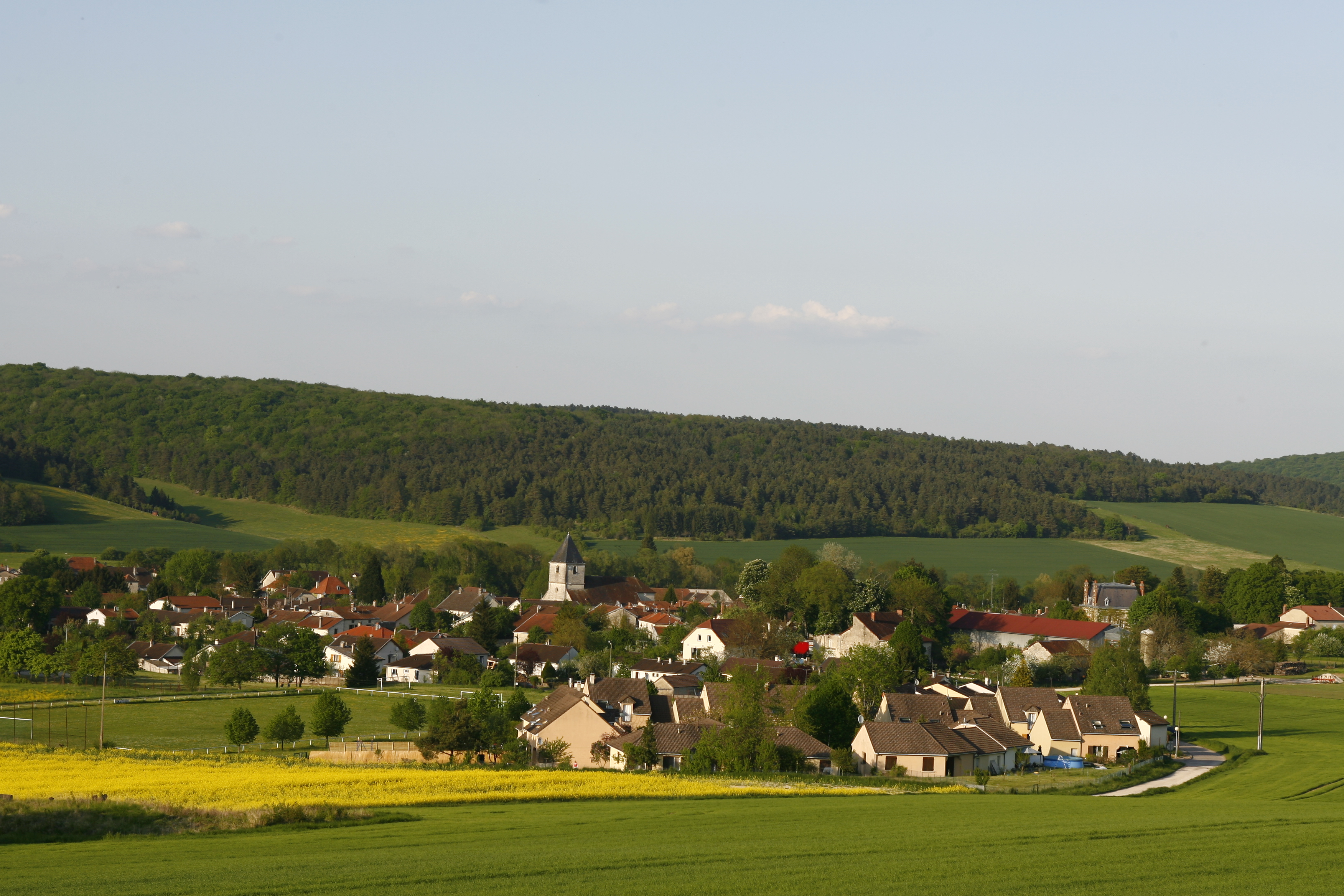
Blick aufs Dorf
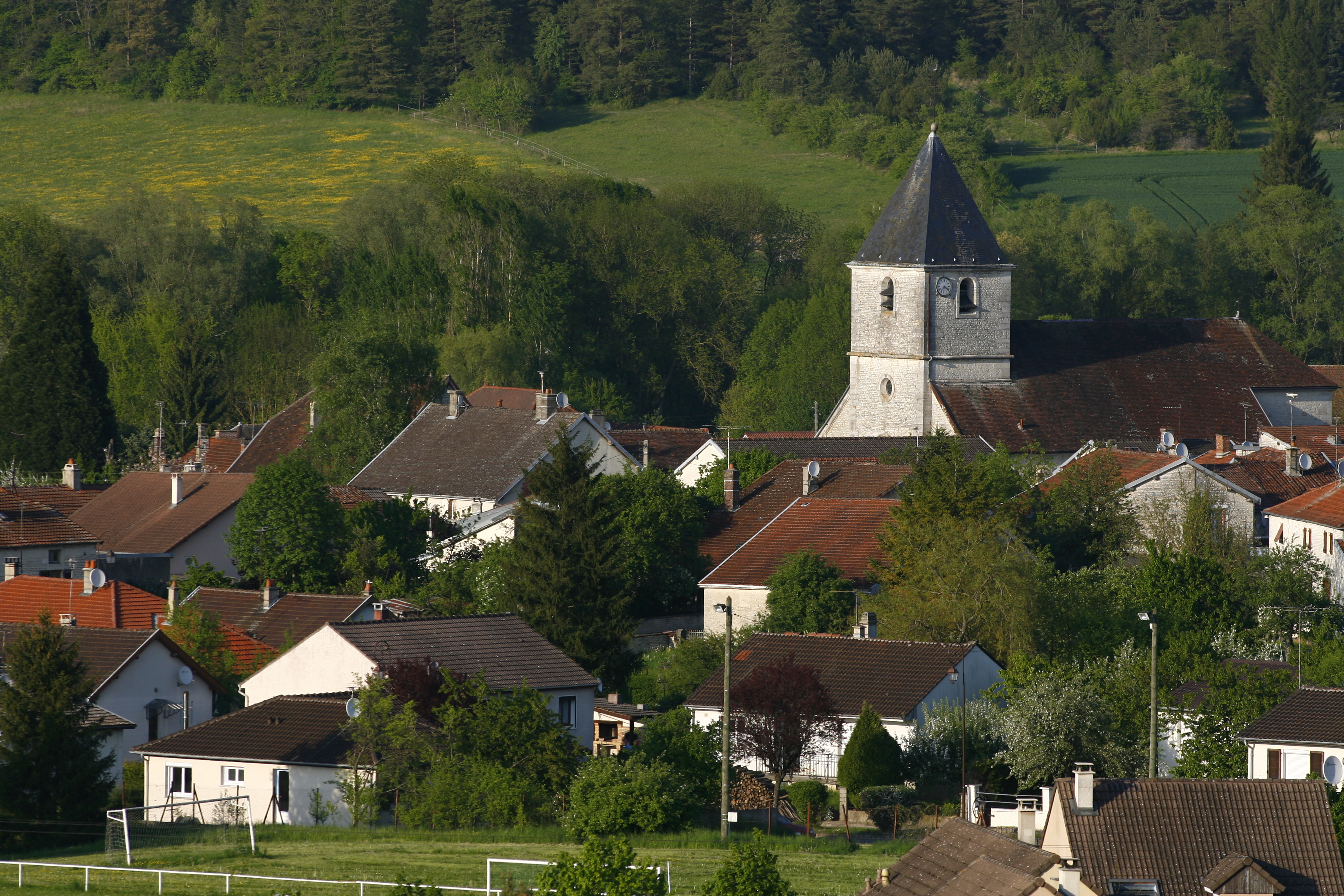
Dorfansicht
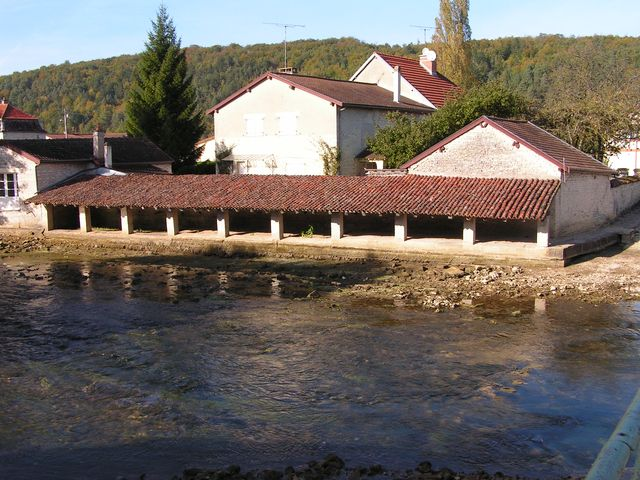
Das Lavoir der Gemeinde
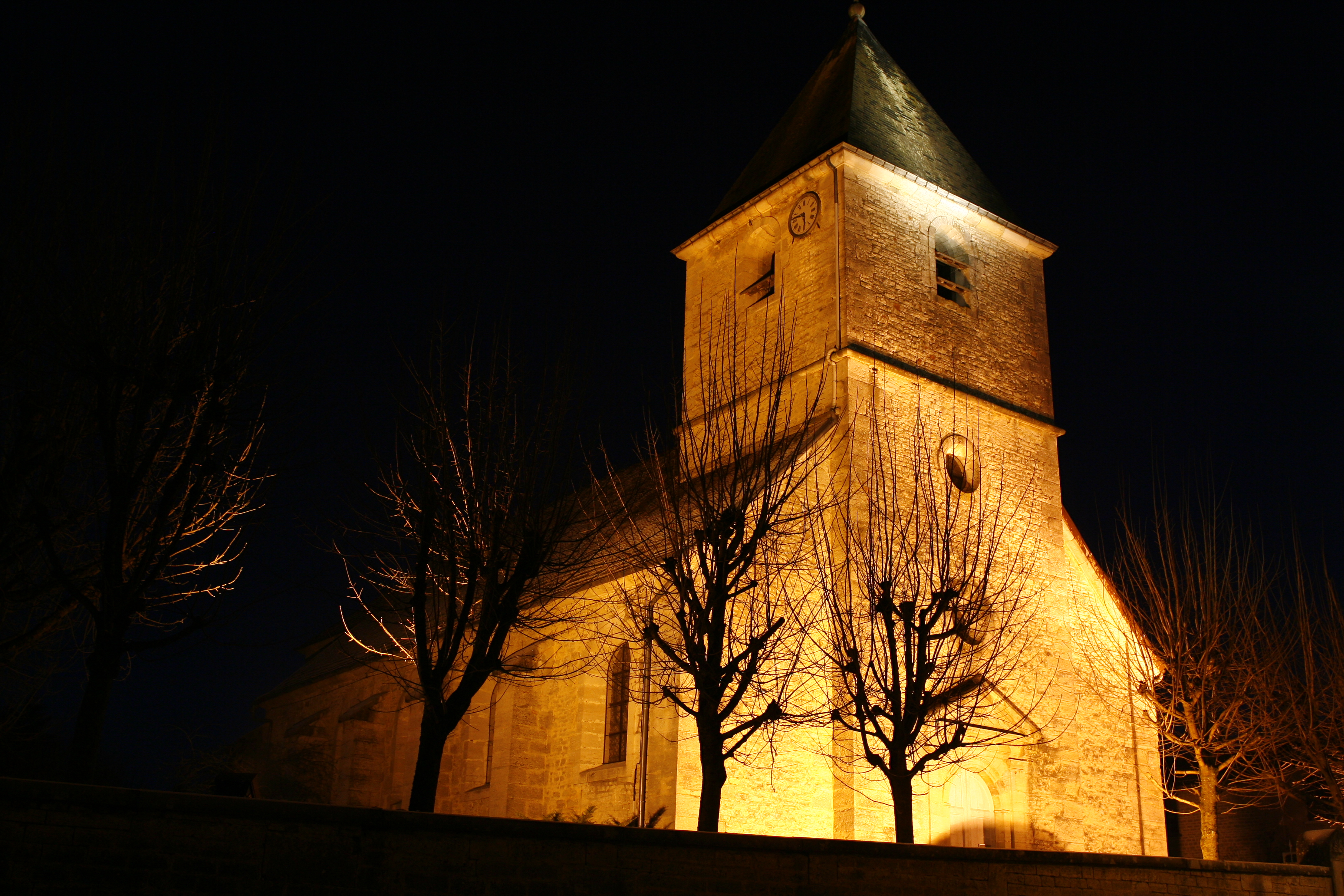
Dorfkirche Saint-Laurent